# خاوی نخیبزاس
خاوی نخیبزاس (انگلیسی: Javi Noblejas؛ زادهٔ ۱۸ مارس ۱۹۹۳) بازیکن فوتبال اهل اسپانیا است.
از باشگاه‌هایی که در آن بازی کرده‌است می‌توان به باشگاه فوتبال رئال مادرید سی، باشگاه فوتبال آلباسته بالومپیه، باشگاه فوتبال رئال مادرید کاستیا، باشگاه فوتبال کوردوبا، باشگاه فوتبال الچه، باشگاه فوتبال اسپورتینگ خیخون، باشگاه فوتبال ناک بردا، و باشگاه فوتبال ختافه اشاره کرد.
وی همچنین در تیم ملی فوتبال زیر ۱۹ سال اسپانیا بازی کرده‌است.